# خالد فهمي (لغوي مصري)
خالد فهمي (ولد 1390 هـ / 1970 م) باحث ومحقِّق ومفكِّر مصري، متخصِّص في اللغويات واللسانيات، وأستاذ جامعي، وخبير بمجمع اللغة العربية بالقاهرة، ورئيس مجلس إدارة دار الكتب المصرية، وعضو اتحاد كتَّاب مصر.

## ولادته وتحصيله
وُلد خالد فهمي إبراهيم محمد في محافظة القليوبية بمصر، عام 1390هـ/ 1970م. التحق بكلية الآداب في جامعة عين شمس، وحصل منها على إجازة (بكالوريوس) عام 1991، بتقدير جيد جدًّا مع مرتبة الشرف.
ثم تابع دراسته العليا فنال شهادة (ماجستير) من الجامعة نفسها عام 1995م، بتقدير ممتاز، وعنوان رسالته "الجهود اللغوية للثعالبي: دراسة لغوية مع تحقيق كتابه فقه اللغة وسر العربية". ثم شهادة (دكتوراه) في الدراسات اللغوية (اللسانيات) من قسم اللغة العربية في كلية الآداب بجامعة المنوفية عام 1999م، بمرتبة الشرف الأولى، وعنوان أطروحته "تراث المعاجم الفقهية في العربية: في ضوء صناعة المعجم الحديث".

## أعماله ووظائفه
ابتدأ عمله معيدًا في كلية التربية فكلية الآداب بجامعة حُلوان عام 1994، ثم صار مدرِّسًا مساعدًا بكلية الآداب في الجامعة نفسها عام 1995. ثم انتقل إلى كلية الآداب بجامعة المنوفية مدرِّسًا مساعدًا عام 1996، وترقَّى إلى مرتبة مدرِّس عام 2000م.
أُعير إلى كلية الآداب للبنات في جامعة الجوف بالمملكة العربية السعودية، عام 2006 بمرتبة أستاذ مشارك، ثم عاد في العام التالي للعمل في كلية الآداب بجامعة المنوفية، ورُقِّي إلى مرتبة أستاذ مساعد، وفي عام 2011 حصل على مرتبة الأستاذية (بروفسور) في كلية الآداب بجامعة المنوفية، ولا يزال على رأس عمله فيها.
وهو عضو لجنة الدراسات العليا والبحوث في كلية الآداب بجامعة المنوفية، وعضو مجلس كلية الآداب بالجامعة. ورئيس التحرير التنفيذي لمجلة بحوث كلية الآداب بالجامعة، ومستشار بمجلة بحوث كلية التربية.
أما المقرَّرات التي درَّسها لطلاب مرحلة الإجازة فهي: المدخل إلى علم اللغة، وعلم اللغة: الدلالات والتراكيب، وفقه اللغة، والمعاجم، والأصوات والتجويد، والمصادر اللغوية. وأما المقرَّرات التي درَّسها لطلاب مرحلة الدراسات العليا (ماجستير ودكتوراه) فهي: تحقيق النصوص، ومناهج البحث اللغوي، والمصطلحية، وصناعة المعجم الحديث، والاتجاهات اللغوية المعاصرة.

## نشاطاته وعضوياته
- خبير بمجمع اللغة العربية بالقاهرة.
- عضو اتحاد كتَّاب مصر.
- خبير بمركز تحقيق التراث العربي بجامعة مصر للعلوم والتكنولوجيا.
- رئيس مجلس إدارة دار الكتب المصرية.
- عضو المجلس الأعلى للتعليم قبل الجامعي.
- عضو لجنة تحكيم الكتاب المدرسي بوِزارة التربية والتعليم المصرية 2013.
- عضو المجلس الأعلى للشؤون الإسلامية.
- مقرِّر لجنة إحياء التراث الإسلامي بالمجلس الأعلى للشؤون الإسلامية.
- عضو مجلس إدارة نادي الأدب المركزي بثقافة القاهرة، مقعد الشخصيات العامَّة، دورة 2008- 2010.
- عضو الأمانة العامَّة لمؤتمر التمكين الثقافي لذوي الإعاقة بهيئة قصور الثقافة - دورة 2013 و2016 و2018.
- مستشار بهيئة مجلة الجامعة الإسلامية العالمية بإسلام آباد.
- مستشار بكُرَّاسات في التحقيق بمعهد المخطوطات العربية، التابع لجامعة الدول العربية.
- عضو المجلس العلمي لدبلوم علوم المخطوط، بمعهد المخطوطات العربية بالقاهرة 2017.
- عضو اللجنة العلمية لبرنامج الماجستير، بمعهد المخطوطات العربية بالقاهرة 2020.
- عضو تحكيم لجنة الجوائز بجامعة القاهرة 2020.
- عضو لجنة تحكيم بمجلة جامعة مصر للعلوم والتكنولوجيا 2021.
- عضو الهيئة الاستشارية لمجلة علوم العربية بكلية الآداب بجامعة بني سويف.
- عضو هيئة اللجنة العلمية لكلية اللغة العربية بجامعة الأزهر بأسيوط.
- عضو الهيئة الاستشارية لمجلة أصول، بدار المخطوطات في إستانبول تركيا.

## آثاره ومؤلفاته

### تحقيقاته
1. فقه اللغة وسر العربية، للثعالبي، مكتبة الخانجي، القاهرة 1998.
2. خصائص اللغة، للثعالبي، مكتبة الخانجي، القاهرة 1999.
3. بيان كشف الألفاظ، المنسوب للأُبَّذِىّ، مكتبة الخانجي، القاهرة 2003.
4. الحدود النحوية، للأُبَّذِىّ، مكتبة الآداب، القاهرة، 2008.
5. شرح الحدود النحوية، لابن قاسم المالكي، مكتبة الآداب، القاهرة 2008.
6. التعريفات والاصطلاحات، لابن كمال باشا، مؤسسة العلياء، القاهرة 2009.
7. الحدود النحوية، لزرُّوق، (بالاشتراك)، الأكاديمية الحديثة للكتاب الجامعي، القاهرة 2015.
8. شرح حدود الأُبَّذِىّ، للجزولي الرسموكي، (بالاشتراك)، الأكاديمية الحديثة للكتاب الجامعي، القاهرة 2015.
9. المعاجم العربية: سهرة إذاعية، للدكتور رمضان عبد التواب، الوادي للثقافة والإعلام، القاهرة 2019.

### مؤلفاته
| 1  | تراث المعاجم الفقهية في العربية                                                                      | 2003  | مكتبة إيتراك، القاهرة، ط1.                       | [ 5 ]     |                                      |  |
| 2  | ثقافة الاستهانة، دراسات تطبيقية في اللسانيات والمعاجم العربية                                        | 2005  | مكتبة إيتراك، القاهرة.                           | [ 6 ]     |                                      |  |
| 3  | المعاجم الأصولية في العربية، دراسة لغوية في النشأة والصناعة والمعجمية                                | 2005  | مكتبة إيتراك، القاهرة، ط1.                       | [ 7 ]     |                                      |  |
| 4  | أسماء النبي (صلى الله عليه و سلم)، دراسة لغوية في المنهج والبنية والدلالة                            | 2005  | مؤسسة العلياء، القاهرة.                          | [ 8 ]     |                                      |  |
| 5  | محاكمة الهوامش! دراسة نقدية في تحقيق كتاب (التحفة القلبية في حل الألفاظ القرآنية)، لابن موسى القليبي | 2005  | مكتبة إيتراك، القاهرة.                           |           |                                      |  |
| 6  | استنقاذ المزهر! دراسات وتحقيقات                                                                      | 2006  | مؤسسة العلياء، القاهرة.                          |           |                                      |  |
| 7  | ثقافة الولاء! دراسات تطبيقية في اللسانيات العربية من منظور متحيز                                     | 2007  | مكتبة إيتراك، القاهرة.                           |           |                                      |  |
| 8  | معاجم المصطلحيات في العربية: مدخل للاستثمار المعاصر                                                  | 2010  | طُبع بكتاب بحوث مجلة كلية الآداب، جامعة المنوفية. |           |                                      |  |
| 9  | مباحث في فقه لغة القرآن الكريم                                                                       | 2012  | روافد، الكويت.                                   | بالاشتراك |                                      |  |
| 10 | في تحقيق النصوص ونقد الكتب: دراسات ومراجعات                                                          | 2013  | دار الكتب المصرية، القاهرة.                      |           |                                      |  |
| 11 | فن التأريخ وصناعة القيادات                                                                           | 2013  | مركز الإعلام العربي، القاهرة.                    | بالاشتراك |                                      |  |
| 12 | تطبيقات في التحليل البلاغي للسنَّة النبوية                                                             | 2014  | دار النشر للجامعات، القاهرة.                     |           |                                      |  |
| 13 | مدخل إلى التراث العربي الإسلامي                                                                      | 2014  | مركز تراث للبحوث والدراسات، القاهرة.             | بالاشتراك |                                      |  |
| 14 | أنشودة المتن والهامش: نحو إحياء جديد لعلم تحقيق النصوص التراثية                                      | 2015  | دار النشر للجامعات، القاهرة.                     |           |                                      |  |
| 15 | آفاق جديدة في المعجمية العربية                                                                       | 2015  | دار النشر للجامعات، القاهرة                      |           |                                      |  |
| 16 | الثقافة العربية والفيلولوجيا                                                                         | 2015  | دار النشر للجامعات، القاهرة.                     |           |                                      |  |
| 17 | علم اللغة والإعاقة: دراسات في إسهام علم اللغة في خدمة قضايا الإعاقة                                  | 2015  | دار النشر للجامعات، القاهرة.                     |           |                                      |  |
| 18 | اللغة والمئذنة: دراسات تحليلية في إسهام اللغة في فكر المعاصرين                                       | 2015  | دار النشر للجامعات، القاهرة.                     |           |                                      |  |
| 19 | مقاصد علم اللغة في الحضارة العربية الإسلامية: دراسة استقرائية                                        | 2015  | دار المقاصد، القاهرة.                            |           |                                      |  |
| 20 | بلاغة الأمان: قراءات في التحليل البلاغي للسنَّة النبوية                                                | 2015  | دار النشر للجامعات، القاهرة.                     | 2015م     | دار البشير للثقافة والعلوم، القاهرة. |  |
| 22 | كأن القرآن يتنزَّل من جديد                                                                             | 2015  | دار البشير للثقافة والعلوم، القاهرة.             |           |                                      |  |
| 23 | زمان المعجم: دراسات نقدية تطبيقية في اللسانيات العربية                                               | 2016  | دار المقاصد، القاهرة.                            |           |                                      |  |
| 24 | سطوة اللسانيات: دراسات تطبيقية في اللسانيات العربية                                                  | 2016  | مؤسسة العلياء، القاهرة.                          |           |                                      |  |
| 25 | مآذن من بشر                                                                                          | 2016  | دار البشير للثقافة والعلوم، القاهرة.             | بالاشتراك |                                      |  |
| 26 | مرَّت نصف الساعة (مجموعة قصصية)                                                                        | 2016  | دار البشير للثقافة والعلوم، القاهرة.             |           |                                      |  |
| 27 | معاجم المصطلحات الحديثية العربية المعاصرة: دراسة معجمية وصفية نقدية                                  | 2016  | دار المقاصد، القاهرة.                            |           |                                      |  |
| 28 | فتوحات إسلامية: رؤية معاصرة                                                                          | 2017  | دار البشير للثقافة والعلوم، القاهرة.             |           |                                      |  |
| 29 | البلبل المغدور: دراسات أدبية نقدية في الشعرية المصرية المعاصرة                                       | 2017  | دار البشير للثقافة والعلوم، القاهرة.             |           |                                      |  |
| 30 | قمر على الحمراء!: دراسات لسانية أندلسية                                                              | 2018  | دار النشر للجامعات، القاهرة.                     |           |                                      |  |
| 31 | دراسات مصطلحية ومعجمية                                                                               | 2018  | دار النشر للجامعات، القاهرة.                     |           |                                      |  |
| 32 | نحو وعي بالمعجم: دراسات تطبيقية في النقد المعجمي                                                     | 2018  | دار النشر للجامعات، القاهرة.                     |           |                                      |  |
| 33 | سقيا الأزهار                                                                                         | 2018  | دار مفكرون الدولية، القاهرة.                     |           |                                      |  |
| 34 | الله لا يغيب                                                                                         | 2018  | دار مفكرون الدولية، القاهرة.                     |           |                                      |  |
| 35 | في اللسانيات العربية المعاصرة: تجليات ومسارات                                                        | 2018  | دار مفكرون الدولية، القاهرة.                     |           |                                      |  |
| 36 | في تحقيق النصوص التراثية                                                                             | 2018  | دار النشر للجامعات، القاهرة.                     |           |                                      |  |
| 37 | جراحات الوعي! المعجمية وتعزيز العملية الديمقراطية                                                    | 2018  | كراسات الوادي الإستراتيجية.                      |           |                                      |  |
| 38 | المعجمية والتنمية                                                                                    | 2018  | كراسات الوادي الإستراتيجية.                      |           |                                      |  |
| 39 | إسهام ثورة 1919م في تحديث اللسان العربي                                                              | 2019  | دار الوادي.                                      |           |                                      |  |
| 40 | اللسانيات والوعي المعرفي                                                                             | 2020م | دار الوادي.                                      |           |                                      |  |
| 41 | اللسان العربي وسؤال المستقبل                                                                         | 2020م | دار الوفاء.                                      |           |                                      |  |
| 42 | تنفس الصباح: دراسات تحليلية في منجَز الشعر المنتمي المعاصر                                            | 2020م | دار البشير، القاهرة.                             |           |                                      |  |
| 43 | إسرائيل واللسان العربي: رحلة التوظيف من احتلال الأرض إلى اختراق الوعي                                | 2020م | كراسات الوادي الإستراتيجية (8) القاهرة.          |           |                                      |  |
| 44 | سلطة اللسان وتشكُّلات الهُويَّة                                                                           | 2020م | دار النشر للجامعات، القاهرة.                     |           |                                      |  |
| 45 | تحقيق التراث والتشغيل الحضاري في الأمَّة                                                               | 2020م | الوادي للثقافة، القاهرة.                         |           |                                      |  |
| 46 | دعم خصوصية النوع: دراسات تطبيقية نقدية في تحقيق النصوص التراثية                                      | 2020م | الوادي للثقافة، القاهرة.                         |           |                                      |  |
| 47 | في المعجمية المختصة والموسعة: دراسات نقدية تطبيقية                                                   | 2021م | الوادي للثقافة والنشر، القاهرة.                  |           |                                      |  |
| 48 | السلام في الثقافة العربية: مداخل تأسيسية                                                             | 2021  | كراسات الوادي الإستراتيجية، القاهرة.             |           |                                      |  |
| 49 | من تجليات الدافع: دراسات في واقع الثقافة المصرية                                                     | 2021  | الوادي للثقافة والنشر، القاهرة.                  |           |                                      |  |
| 50 | شعر الخوارج: قراءة اجتماعية                                                                          | 2021  | دار الوادي للثقافة والإعلام، القاهرة.            |           |                                      |  |
| 51 | فلسفة الألم في لزوميات أبي العلاء المعري                                                             | 2021  | دار الوادي للثقافة والإعلام، القاهرة.            |           |                                      |  |
| 52 | ترميم الذاكرة، ثورة 23 يوليو 1952م واللسان العربي                                                    | 2022  | دار البشير، القاهرة.                             |           |                                      |  |
| 53 | ترميم الروح وأحلام الحياة: دراسات أدبية ونقدية                                                       | 2022  | دار الكلمة، القاهرة.                             |           |                                      |  |
| 54 | معجمية الأوبئة وحضور اللسان: دراسات تطبيقية في اللسانيات العربية                                     | 2022  | دار الكلمة، القاهرة.                             |           |                                      |  |
| 55 | لسان اللاهوت! معجمية المقدَّس الديني اليهودي والمسيحي في العربية                                       | 2023  | دار البشير، القاهرة                              |           |                                      |  |
| 56 | السفينة أو الطوفان                                                                                   | 2023  | مفكرون الدولية، القاهرة.                         |           |                                      |  |
| 57 | أهم الكتب التي أثرت في فكر الأمَّة في القرنين التاسع عشر والعشرين محور اللغة                           | 2024  | الدار المغربية.                                  |           |                                      |  |
| 58 | اللغة والتواصل الحضاري                                                                               | 2024  | الدار المغربية.                                  |           |                                      |  |
| 59 | في التحقيق والتشغيل الحضاري                                                                          | 2024  | الدار المغربية.                                  |           |                                      |  |

### بحوثه ومقالاته
1. تعويم الحركة! رأي في تفسير نشأة المثلث اللغوي المتحد المعنى في العربية، سلسلة بحوث شعبة الترجمة، جامعة المنوفية، العدد 8 ،2002.
2. سطوة القافية! أثر القافية في التطوُّر الصوتي، مجلة كلية الآداب بالمنوفية، العدد 54، 2003.
3. الحقيبة الفارغة! نُدرة المعاجم المدرسية العربية وتخلُّفها، مؤتمر علم اللغة الثاني، دار علوم القاهرة، 2004.
4. المعاجم الثنائية ذات المداخل العربية وأثرها في التواصل الثقافي، مؤتمر التفاعل بين اللغات، كلية الآداب جامعة حلوان، 2004.
5. أثر إرادة الإقليم في انتقال الألفاظ الإسلامية العربية إلى المعاجم الأجنبية، كتاب مؤتمر خصوصية المكان والعلوم الإنسانية، دار علوم الفيوم، 2004.
6. مصادر كتاب (فقه اللغة وسر العربية) وقيمتها التاريخية، الكتاب التذكاري للدكتور رمضان عبد التواب رحمه الله، 2001.
7. أثر شواهد شعراء النصرانية في الاحتجاج لصحَّة التراكيب القرآنية، مؤتمر دار علوم الفيوم، 2006.
8. جهود الأستاذ الدكتور رمضان عبد التواب رحمه الله في تحقيق التراث، ضمن الكتاب التذكاري الأول: هؤلاء علَّمونا، مركز الدراسات الإنسانية والمستقبليات، القاهرة، 2003.

### مقدماته
1. مقدمة لكتاب فصول في فقه العربية، رمضان عبد التواب، مكتبة المتنبي، الدمام 1433هـ.
2. مقدمة لكتاب المدخل إلى علم اللغة ومناهج البحث اللغوي، للدكتور رمضان عبد التواب، مكتبة المتنبي، الدمام 2015.
3. مقدمة لكتاب إصبعي السادسة: خواطر صحفي مهموم، عبادة السيد نوح، دار البشير للثقافة والعلوم، القاهرة 2015.[9]
4. مقدمة لديوان ترنيمات على أوتار الحب، للشاعر العربي السيد عمران، دار البشير للثقافة والعلوم، القاهرة 2016.[10]
5. مقدمة لكتاب مذكرات ميت (في أدب المِعراج)، أيمن السكري، دار البشير للثقافة والعلوم، القاهرة 2016.
6. مقدمة لكتاب المُريد في صحبة عبد الحليم عويس، وليد كسَّاب، دار البشير للثقافة والعلوم، القاهرة 2015.
7. مقدمة لديوان وردة ثانية من دم المتنبي، للشاعر محمد أحمد المعصراني، القاهرة 2014.
8. مقدمة لديوان عصافير اللهب، للشاعر محمود خليل، دار النشر للجامعات، القاهرة 2015.
9. مقدمة لكتاب الغزل والغزليون، محمد محمد المدني، إعداد أحمد مصطفى فضلية، القاهرة 2009.
10. مقدمة لكتاب أوراق محمد عبد الله دراز، جمع أحمد مصطفى فضلية، القاهرة 2010.

## ندواته ومحاضراته
- ندوة العربية المعاصرة، كلية المعلمين، بيشة، المملكة العربية السعودية 2003، عنوان البحث (هل ثمة لغة كوكبية).
- مؤتمر علم اللغة الثاني، دار العلوم بالقاهرة، عنوان البحث (نُدرة المعاجم المدرسية العربية)، 2004.
- مؤتمر خصوصية المكان والعلوم الإنسانية، دار العلوم الفيوم، عنوان البحث (سفر الجغرافيا، أثر إرادة الإقليم في انتقال الألفاظ العربية إلى المعاجم الأجنبية)، 2004.
- مؤتمر التفاعل بين اللغات، بكلية الآداب، جامعة حلوان، عنوان البحث (المعاجم الثنائية ذات المداخل العربية)، 2004.
- مؤتمر المشاركة والإصلاح، كلية الآداب، جامعة عين شمس، 2005.
- مؤتمر الحداثة في المجتمع المصري، كلية الآداب، جامعة عين شمس، عنوان البحث (الحج إلى الغرب! قراءة في المخاطر الواقعة من آثار الانتصار للحداثة الغربية)، 2006.
- مؤتمر ثقافة التواصل في عصر العولمة، كلية الآداب، جامعة عين شمس، عنوان البحث (الإسهام الأنثوي في الدرس اللغوي العربي)، 2007.
- مؤتمر الأسرة والمعرفة العلمية، عنوان البحث (ملاحظات حول معجم الأسرة في القرآن الكريم)، 2007.
- مؤتمر التفكير المنهجي في العلوم الإسلامية والعربية، عنوان البحث (الترتيب المعجمي في أصول تمَّام حسان وأصوله التراثية)، 2008.
- ندوة مناقشة كتاب (إنقاذ الهوية) للدكتور أحمد درويش، مركز يافا للدراسات، 20 مارس 2006.
- ندوة مناقشة كتاب (كمال اللغة القرآنية) للدكتور محمد محمد داود، مركز يافا للدراسات، 5 يناير 2008.
- ندوة (توسعة المسعى) بمركز الإعلام العربي، 2 مايو 2008.
- مؤتمر التوثيق العلمي للقضية الفلسطينية، نقابة أطباء مصر، 14مايو 2008.
- مؤتمر كلية الآداب ـ جامعة المنوفية الدولي الأول، 2016م. عنوان البحث (السيرة الذاتية الأكاديمية مصدرًا من مصادر مناهج البحث).
- مؤتمر التمكين الثقافي لذوي الاحتياجات الخاصة 2016، عنوان البحث (الوأد الجديد: تجلِّيات ذوي الاحتياجات الخاصة في رواية الصحراء في مصر فساد الأمكنة نموذجًا).
- المؤتمر الدولي لتعليم اللغة العربية للناطقين بغيرها، المركز العربي إسطنبول 2020م، عنوان البحث (المشكلات الثقافية في تعليم اللغة العربية للناطقين بغيرها).

محاضرات صوتية على (يوتيوب):
- شرح كتاب شذور الذهب، لابن هشام (49 محاضرة).

- شرح كتاب الجمل، للزجاجي (30 محاضرة).

- شرح كتاب مختصر الخطيب في التصريف، للدكتور عبد اللطيف الخطيب (12 محاضرة).

- شرح كتاب مقاصد علم اللغة في الحضارة العربية الإسلامية (15محاضرة).

- شرح كتاب الصاحبي في فقه اللغة، لابن فارس (15 محاضرة).
- شرح كتاب الآجُرُّومية في النحو (8 محاضرات).